# Average Directional Index
L'Average Directional Index (ADX) è un indicatore utilizzato in analisi tecnica, calcolato in base all'andamento dei prezzi passati di uno strumento finanziario ed indicante la forza e la robustezza dell'eventuale trend in atto. Venne sviluppato nel 1978 da J. Welles Wilder. L'ADX fa parte degli indicatori standard forniti dalle principali piattaforme software per analisi tecnica.

## Calcolo
L'ADX nasce dell'unione di altri due indicatori sviluppati da Wilder: il +DI (Positive Directional Indicator) ed il -DI (Negative Directional Indicator). Il risultato viene modificato da una media mobile esponenziale.
Il calcolo di +DI e -DI necessita di prezzo di chiusura, massimo e minimo di ciascun periodo (tipicamente giornalieri). L'algoritmo di calcolo dei due termini prevede:
- UpMove = Massimo di oggi - Massimo di ieri
- DownMove = Minimo di ieri - Minimo di oggi

Se UpMove > DownMove e UpMove > 0, allora +DM = UpMove, altrimenti +DM = 0; se invece DownMove > UpMove e DownMove > 0, allora -DM = DownMove, altrimenti -DM = 0
Dopo aver fissato il numero di periodi per il calcolo (Wilder in origine usava 14 giorni), +DI e -DI risultano:
- +DI = 100 volte la Media mobile esponenziale di +DM diviso l'average true range
- -DI = 100 volte la Media mobile esponenziale di -DM diviso l'average true range

La media mobile è calcolata sul numero di periodi selezionati. Per "average true range" si intende una media mobile esponenziale dei true ranges. 
L'algoritmo per il calcolo dell'ADX è:
- ADX = 100 volte la media mobile esponenziale del valore assoluto di [(+DI) - (-DI)] diviso da [(+DI) + (-DI)]

Possibili variazioni a questa metodologia di calcolo comportano l'uso di diversi tipi di media mobile, tra cui una media mobile pesata o una media mobile adattiva.

## Interpretazione
L'ADX indica solo la forza del trend e non la sua direzione. Per la direzione si può considerare l'andamento degli indicatori di costruzione +DI e -DI.
Il valore dell'ADX può essere compreso tra 0 e 100.
Tipicamente un trend caratterizzato da un ADX al di sotto del 20 è considerato debole, mentre sopra 40 è da considerarsi forte.